# Kunio-kun no Nekketsu Soccer League
Kunio-kun no Nekketsu Soccer League (яп. くにおくんの熱血サッカーリーグ куниокун но нэккэцу сакка̄рӣгу) — одна из игр серии Nekketsu, является продолжением Nekketsu Kōkō Dodgeball-bu: Soccer-hen и футболом без правил. Игра издавалась только в Японии, но были сделаны любительские переводы на английский, польский, испанский, арабский, китайский и русский. Известна также под названием Goal 3.

## Описание
Кунио предстоит сразиться с командами 12 стран (по три с четырёх континентов). Команды заметно отличаются по силе, характеристикам игроков, супер-приёмам, боевым приёмам, победным ликованиям в случае победы. Чтобы выйти на финишную прямую в битве за кубок, нужно собрать 15 побед (или немного больше).
Команда Японии под предводительством Кунио состоит из капитанов японских команд, с которыми сражались в Soccer-hen. Каждый имеет свои параметры (сила, удар, защита, скорость), свой супер-удар и свои боевые приёмы. Что касается навыков, их можно разбить на три категории: нападение (5 разных атак), прыжок (низкий и высокий с переворотом), защита с мячом (быстрый манёвр или сшибающее врагов вращение).
В поле играет 5 человек и вратарь. Вы управляете только центральным футболистом, но другим можете отдавать команды нападения, удара по воротам или паса. Перед матчем и во время перерыва можно менять состав команд, их расположение на поле. Там же можно менять характер стратегии полевых игроков в нападении, в центре, в защите, а также поведение вратаря после пойманного мяча. Также в меню можно посмотреть параметры игроков, говорить с ними, давать им различные предметы, в результате чего меняется их настроение (от этого зависит их игра, то есть в плохом настроении они не всегда буду реагировать на команду паса или удара), позвонить по телефону нескольким адресатам. Ещё в меню можно посмотреть погоду на матч, таблицу чемпионата и сменить музыку.
Есть три вида поля: трава, земля, песок. Есть разная концентрация воды на площадке — от маленьких луж до сплошного моря, при этом лужи на земле представляют собой грязь, куда игроки могут погружаться по шею. Из погоды есть: ветер, смерч, дождь, гроза. Ветер влияет на траекторию полёта мяча, смерч сдувает всё на своём пути, дождь ко второму периоду добавляет воды, молния вырубает игроков и заряжает мяч электричеством. Чем больше мяч находится на воде, тем больше он намокает и тяжелее становится. Заряжённый молнией мяч парализует игроков.
В главном меню можно выбрать прохождение игры вдвоём (второй игрок управляет вратарём), выбрать одиночный матч друг против друга (до четырёх игроков), пенальти. В последних двух вариантах можно настраивать погодные условия на своё усмотрение. Также внизу можно выбрать один из трёх уровней сложности. В оригинале при игре друг против друга доступны только 6 команд, а не все 13 (но существует хак, где разблокированы все команды). Если играть вчетвером, то 2 игрока будут в поле, а 2 — на воротах.
Несмотря на полное отсутствие правил в игре есть штрафной удар в случае, если игрока с мячом собьют противники в зоне чужих ворот. На случай равного счёта предусмотрены пенальти. По окончании основного времени идёт дополнительное, продолжительность которого просчитана с учётом разницы голов и положения вещей на поле. С мячом можно делать многое: закручивать его в полёте, делать сильный удар (мяч краснеет и летит по определённой траектории), делать супер-удар, бить головой и ногой через себя, бегать верхом на нём, водиться, навешивать и даже набивать его коленом. Супер удары, попавшие в ворота под определённым углом, рвут сетку в клочья. Также можно ползать по земле или запрыгнуть на другого игрока (это позволяет сделать ещё один мощный боевой приём).
Особенностью игры является то, что у каждого игрока различные характеристики (сила, защита, скорость, поведение, зона действия, приёмы и др.), поэтому расстановка игроков очень важна.